# 1975-ös Formula–1 svéd nagydíj
A svéd nagydíj volt az 1975-ös Formula–1 világbajnokság hetedik futama.

## Futam
A rajtnál Brambilla megtartotta vezető helyét, őt Depailler, Jarier, Reutemann, Pace és Lauda követte. Az első körökben annyi változás történt, hogy Reutemann megelőzte Jarier-t. A 15. körben Depailler fékhiba miatt lassult le, majd a következő körben Brambilla kezdett el lassulni a túlhevült gumik miatt, és Reutemann átvette a vezetést. Jarier ekkor a második, Pace pedig a harmadik helyen autózott, akiket Lauda, Regazzoni és Andretti követett. A 39. körben Jarier motorhiba miatt kiállni kényszerült, így a két Brabham állt az élen. Három körrel később azonban a brazil kicsúszott. A kemény keverékű abroncsokon Lauda egymás után futotta meg a verseny leggyorsabb körét, míg a 70. körben sikerült megelőznie a túlkormányzási gondokkal küzdő Reutemannt. Az osztrák versenyző zsinórban harmadszorra győzött. Reutemannt a második, Regazzonit pedig a harmadik helyen intették le. Andretti negyedik, Mark Donohue ötödik, Tony Brise hatodik lett.
| Helyezés | #  | Versenyző          | Csapat/Motor     | Körök | Idő/Kiesés oka      | Rajthely | Pontszám |
| -------- | -- | ------------------ | ---------------- | ----- | ------------------- | -------- | -------- |
| 1        | 12 | Niki Lauda         | Ferrari          | 80    | 1:59:18,319         | 5        | 9        |
| 2        | 7  | Carlos Reutemann   | Brabham-Ford     | 80    | + 6,288             | 4        | 6        |
| 3        | 11 | Clay Regazzoni     | Ferrari          | 80    | + 29,095            | 12       | 4        |
| 4        | 27 | Mario Andretti     | Parnelli-Ford    | 80    | + 44,380            | 15       | 3        |
| 5        | 28 | Mark Donohue       | Team Penske-Ford | 80    | + 1:30,763          | 16       | 2        |
| 6        | 23 | Tony Brise         | Hill-Ford        | 79    | + 1 kör             | 17       | 1        |
| 7        | 3  | Jody Scheckter     | Tyrrell-Ford     | 79    | + 1 kör             | 8        |          |
| 8        | 1  | Emerson Fittipaldi | McLaren-Ford     | 79    | + 1 kör             | 11       |          |
| 9        | 5  | Ronnie Peterson    | Lotus-Ford       | 79    | + 1 kör             | 9        |          |
| 10       | 32 | Torsten Palm       | Hesketh-Ford     | 78    | Kifogyott üzemanyag | 21       |          |
| 11       | 26 | Alan Jones         | Hesketh-Ford     | 78    | + 2 kör             | 19       |          |
| 12       | 4  | Patrick Depailler  | Tyrrell-Ford     | 78    | + 2 kör             | 2        |          |
| 13       | 14 | Bob Evans          | BRM              | 78    | + 2 kör             | 23       |          |
| 14       | 20 | Damien Magee       | Williams-Ford    | 78    | + 2 kör             | 22       |          |
| 15       | 6  | Jacky Ickx         | Lotus-Ford       | 77    | + 3 kör             | 18       |          |
| 16       | 18 | John Watson        | Surtees-Ford     | 77    | + 3 kör             | 10       |          |
| 17       | 30 | Wilson Fittipaldi  | Fittipaldi-Ford  | 74    | + 6 kör             | 25       |          |
| Kiesett  | 16 | Tom Pryce          | Shadow-Ford      | 53    | Kicsúszás           | 7        |          |
| Kiesett  | 21 | Ian Scheckter      | Williams-Ford    | 49    | Kerék               | 20       |          |
| Kiesett  | 22 | Vern Schuppan      | Hill-Ford        | 47    | Erőátvitel          | 26       |          |
| Kiesett  | 8  | Carlos Pace        | Brabham-Ford     | 41    | Kicsúszás           | 6        |          |
| Kiesett  | 17 | Jean-Pierre Jarier | Shadow-Ford      | 38    | Motorhiba           | 3        |          |
| Kiesett  | 9  | Vittorio Brambilla | March-Ford       | 36    | Erőátvitel          | 1        |          |
| Kiesett  | 2  | Jochen Mass        | McLaren-Ford     | 34    | Túlmelegedés        | 14       |          |
| Kiesett  | 24 | James Hunt         | Hesketh-Ford     | 21    | Fékek               | 13       |          |
| Kiesett  | 10 | Lella Lombardi     | March-Ford       | 10    | Üzemanyag rendszer  | 24       |          |

## Statisztikák
Vezető helyen:
- Vittorio Brambilla: 15 (1-15)
- Carlos Reutemann: 54 (16-69)
- Niki Lauda: 11 (70-80)

Niki Lauda 5. győzelme, 4. leggyorsabb köre, Vittorio Brambilla egyetlen pole-pozíciója.
- Ferrari 55. győzelme.